# Фомка (деревня)
Фомка − деревня в Енисейском районе Красноярского края. Входит в состав Ярцевского сельсовета.

## География
Деревня находится на левом берегу реки Енисей.

## История
В 1990 году указом Президиума Верховного Совета РСФСР вновь возникшему населённому пункту присвоено наименование деревня Фомка.

## Население
| 2010 | 2016 |
| ---- | ---- |
| 97   | ↘86  |

### Конфессиональный состав
В деревне проживают староверы часовенного согласия.

## Связь
Деревню обслуживает сельское отделение почтовой связи Ярцево (индекс 663170).